# Halcones UV (fútbol americano)
Halcones de la Universidad Veracruzana, mejor conocidos como Halcones UV, son el equipo de fútbol americano colegial representativo de la Universidad Veracruzana- Campus Xalapa, Veracruz, México. 
Los Halcones compiten en la Conferencia Nacional de la liga de fútbol americano universitario más tradicional de México, la ONEFA, desde la temporada 2003.
La casa de los Halcones Universidad Veracruzana es el USBI Xalapa con capacidad para 4,000 espectadores.
Los colores representativos son el azul y el blanco. El equipo de la UV además de tener una Categoría Mayor, cuenta con categorías infantiles, juveniles y hasta flag football femenil.

## Historia
El fútbol americano tiene mucha historia e importancia en la zona del Golfo de México ya que en las costas del país llegaban embarcaciones de los Estados Unidos donde jugadores extranjeros que conocían acerca de este deporte empezaron a realizar partidos contra algunos Nacionales, de hecho en la ciudad de Xalapa fue donde se jugó el primer partido de este deporte en el año de 1896.
El programa de fútbol americano de los Halcones de la Universidad Veracruzana fue creado en el año 2000, siendo la categoría Intermedia la primera en representar a esta institución. El año 2003 significó un gran paso para el programa de fútbol americano de Halcones de la Universidad Veracruzana, ya que surge el equipo de Liga Mayor.